# Гута-Яцьковецька
Гута-Яцьковецька — село в Україні, у Дунаєвецькій міській територіальній громаді Кам'янець-Подільського району Хмельницької області.

## Назва
Свою назву бере від промислу, який можливо став початком поселення. З давніх часів у значенні «гути» малась на увазі піч для виробництва скла, рідше — солеварня, цукровий завод чи інша мануфактура. Друга частина назви — Яцьковецька, на те, що воно було приписано до Яцьківців.

## Географія
Подільське село Гута-Яцьковецька розташоване в південно-західній частині України, за 36 кілометрів автодорогами від міста Кам'янець-Подільський.

### Клімат
Гута-Яцьковецька знаходяться в межах вологого континентального клімату із теплим літом.

## Історія
Перша згадка про село датується 1530 роком. Спершу поселення згадувалося в історичних джерелах як «присілок на шляху від Яцьковець до Кривчика», також вживалися такі назви як Слобідка Яцьковецька або Гута Чорна.
Вважається, що першопочатково мешканці поселення займалися гутництвом, що й дало назву селу.
У історичних документах є згадка про селянський бунт 1859 року у Гуті Яцковецькій, у ході якого розгнівані селяни виступили проти місцевого поміщика та підпалили ліс.
Під час організованого більшовиками Голодомору у 1932—1933 роках в селі померла 41 людина.
З 1991 року в складі незалежної України.
У 1994—1996 роках у селі було побудовано мурований римо-католицький Костел Пресвятої Трійці.
13 серпня 2015 року шляхом об'єднання сільських рад, село увійшло до складу Дунаєвецької міської громади.
17 липня 2020 року, в результаті адміністративно-територіальної реформи та ліквідації Дунаєвецького району, село увійшло до складу Кам'янець-Подільського району.
Колишній орган місцевого самоврядування — Гуто-Яцьковецька сільська рада.

## Опис та сучасність
Гута-Яцьковецька-це прекрасне село, де є багато лісів та полів. Також є один став, який заповнений водою більш, ніш приближні ставки. Влітку часто сюди ходять купатися. Ця мальовнича місцевість межується з такими селами як: Яцьківці та Ксаверівка. Тут привітні та доброзичливі люди, які в основному займаються господарством.

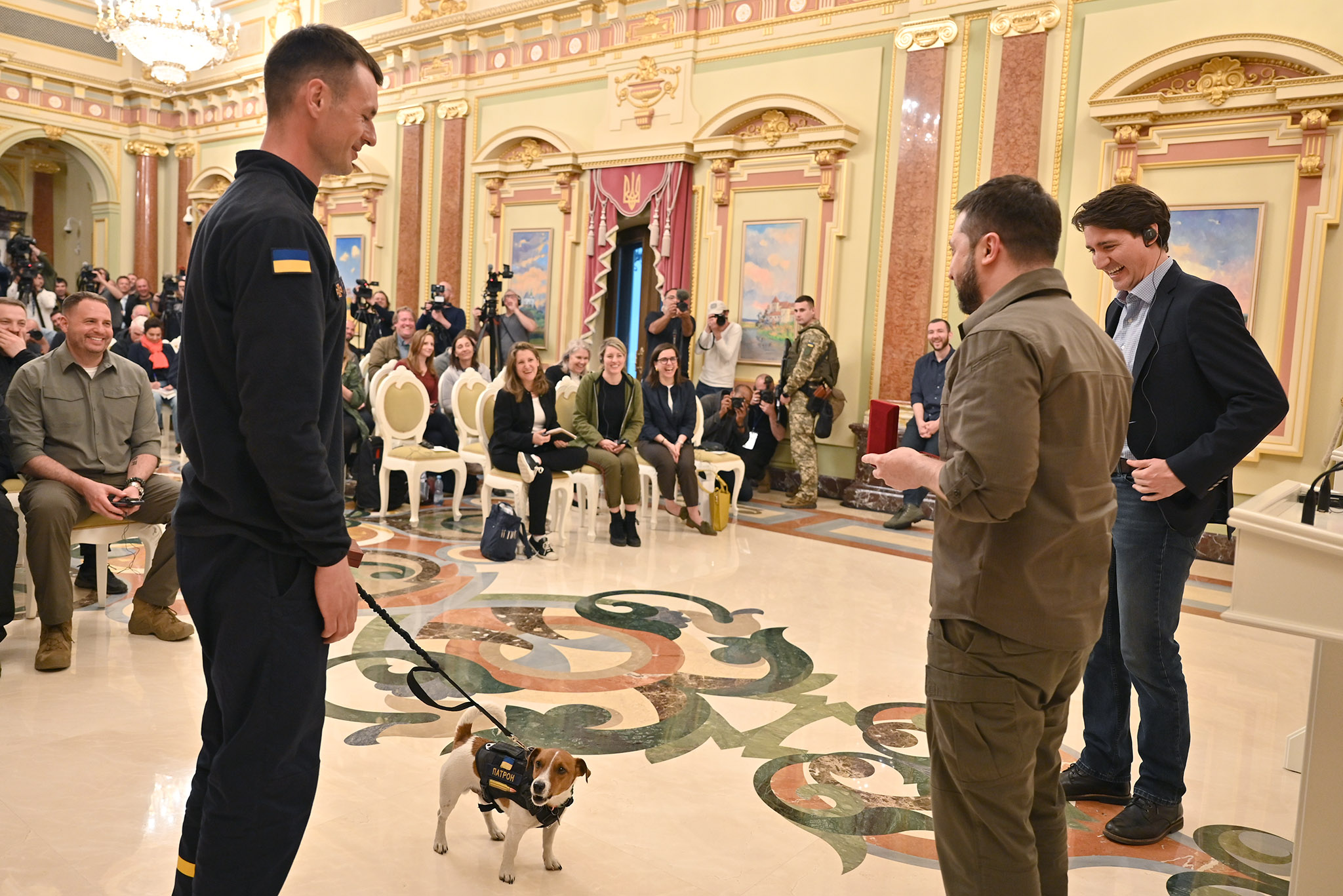
Михайло Ільєв з «Патроном», Володимир Зеленський, Джастін Трюдо, 2022 рік

У селі народився керівник піротехнічної групи управління ДСНС по Чернігівській області Михайло Ільєв. Відомий участю в Російсько-Українській війні у розмінувальних роботах за допомогою свого пса-винюхувача вибухівки «Патрона». За відвагу та сміливість у виконні роботи Михайло Ільєв у 2022 році нагороджений Президентом України Володимиром Зеленським медаллю «За мужність» 3-го ступеня, а пес «Патрон» відзнакою «За віддану службу».

## Релігія
- Костел Пресвятої Трійці (РКЦ)

## Населення
Населення становить 379 осіб.

### Мова
У селі поширені західноподільська говірка та південноподільська говірка, що відносяться до подільського говору, який належить до південно-західного наріччя.

## Галерея

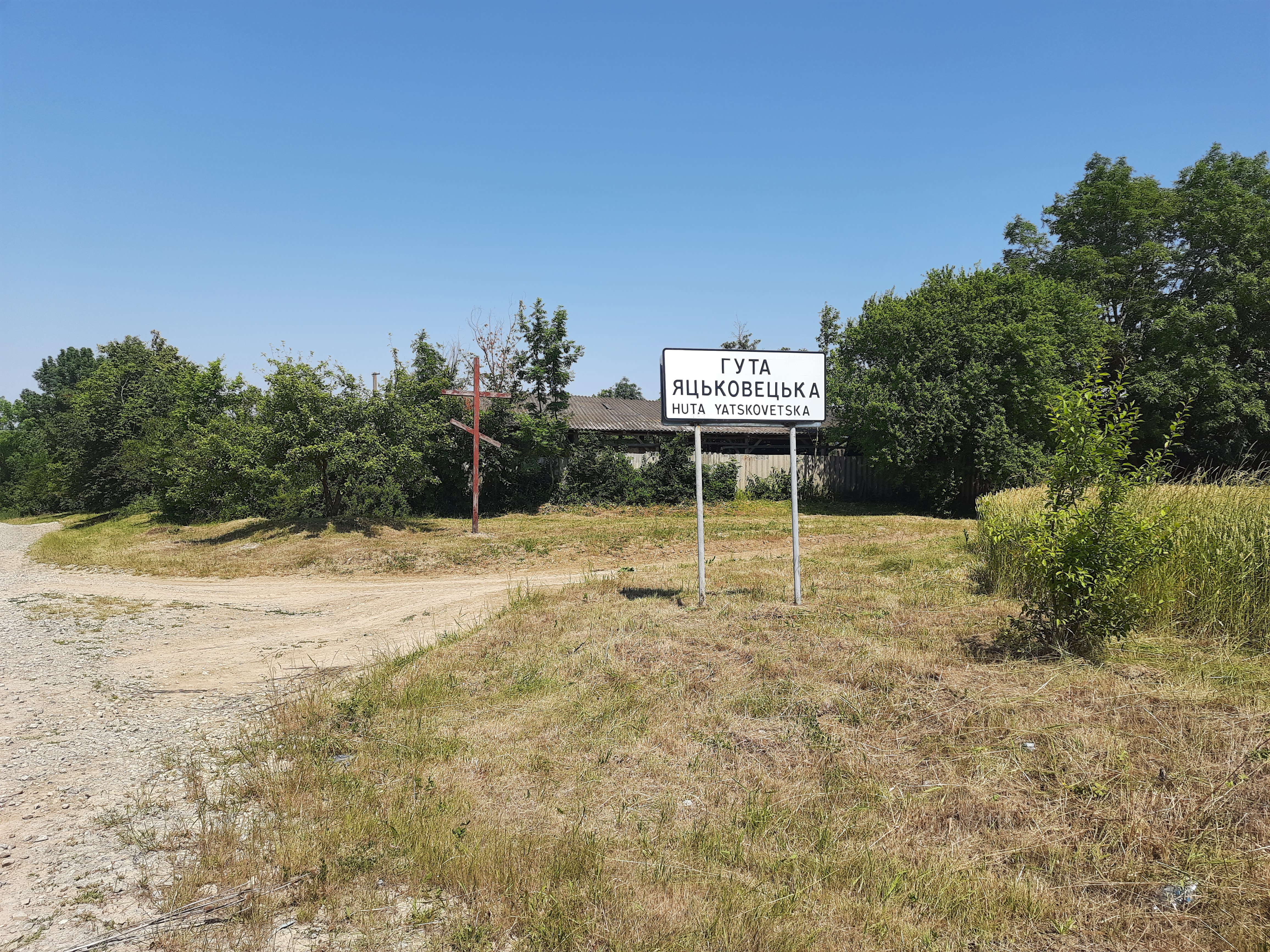
Дорожній знак при в'їзді в село
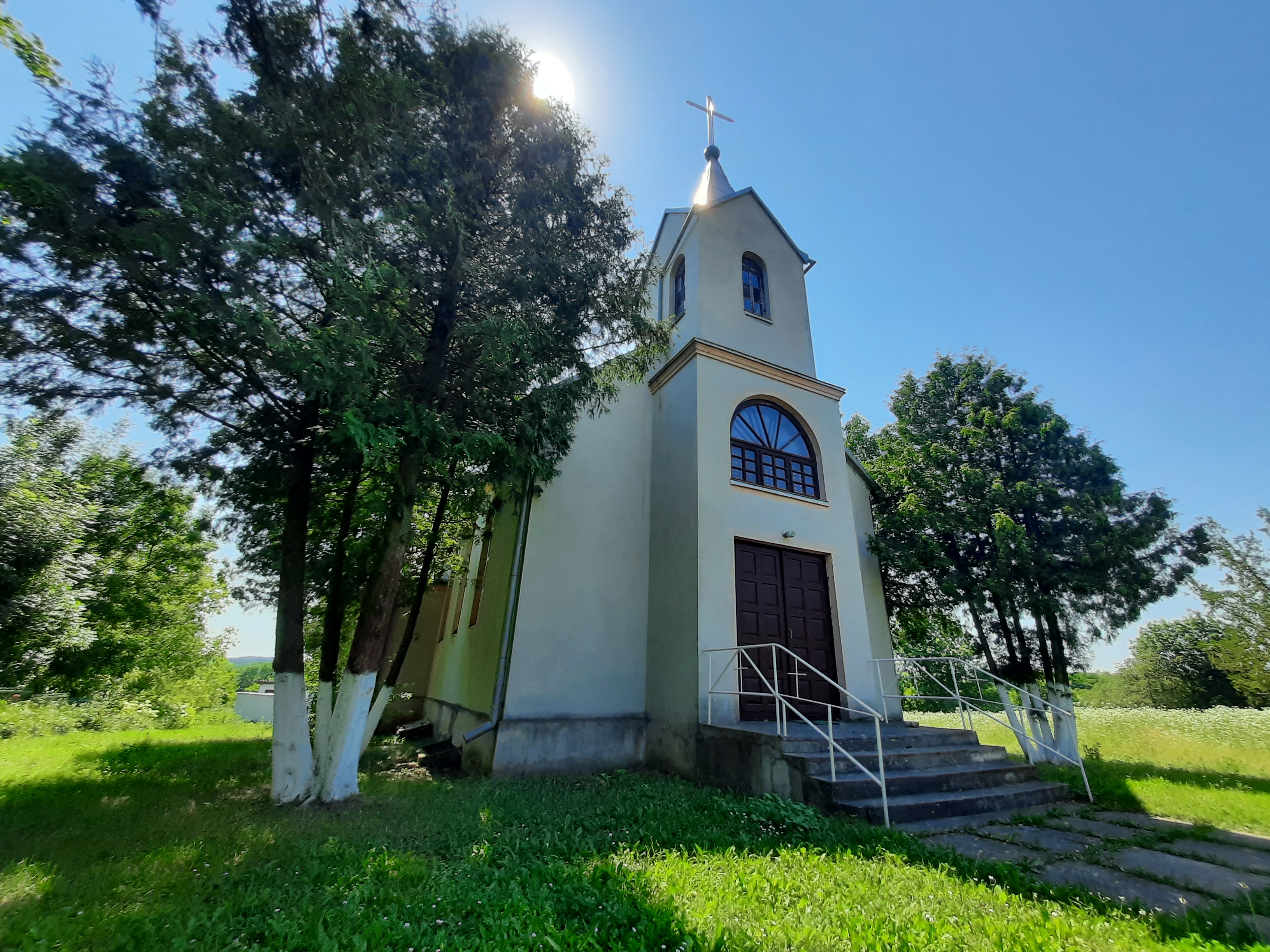
Костел Пресвятої Трійці
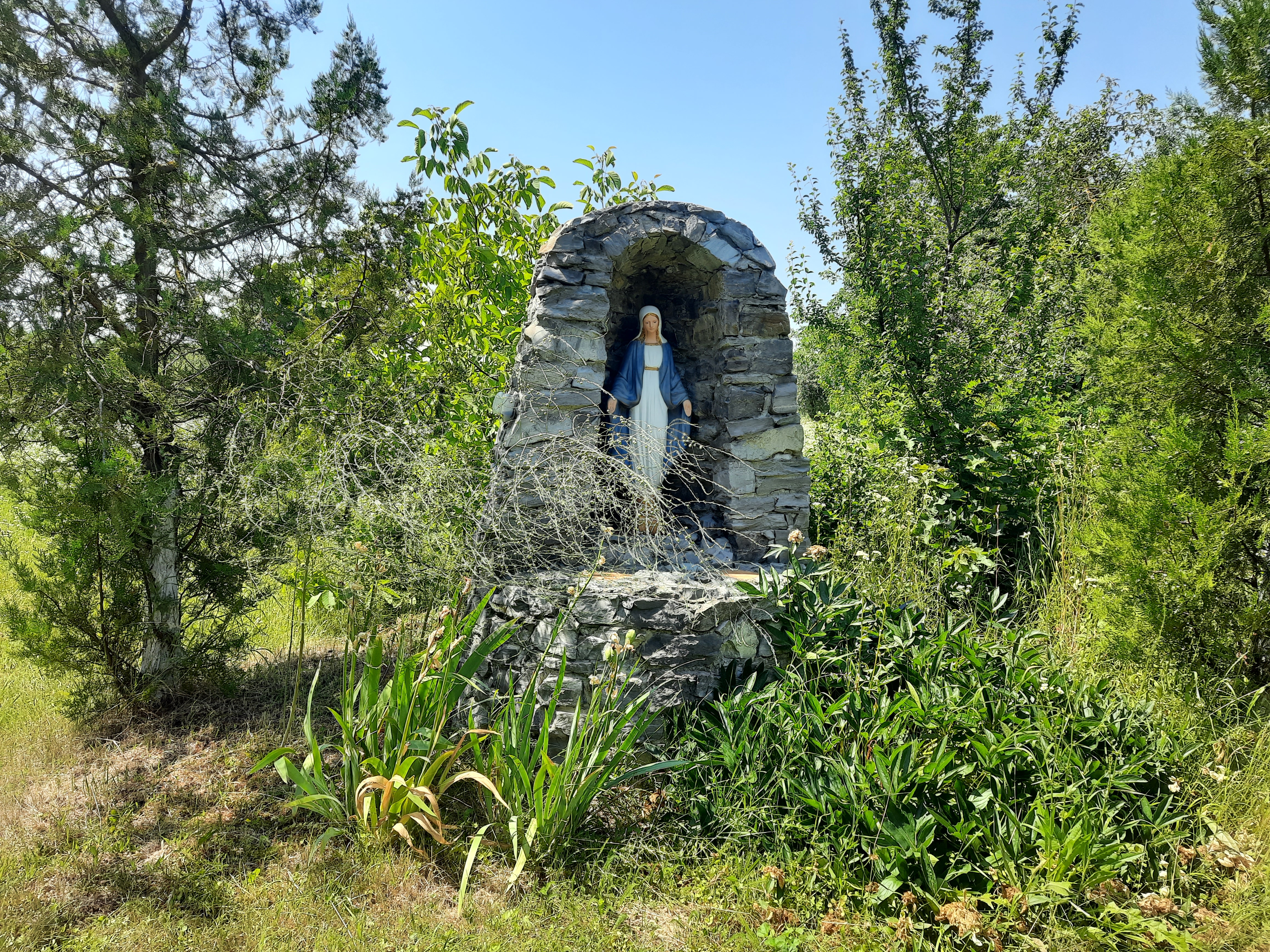
Статуя Божої Матері
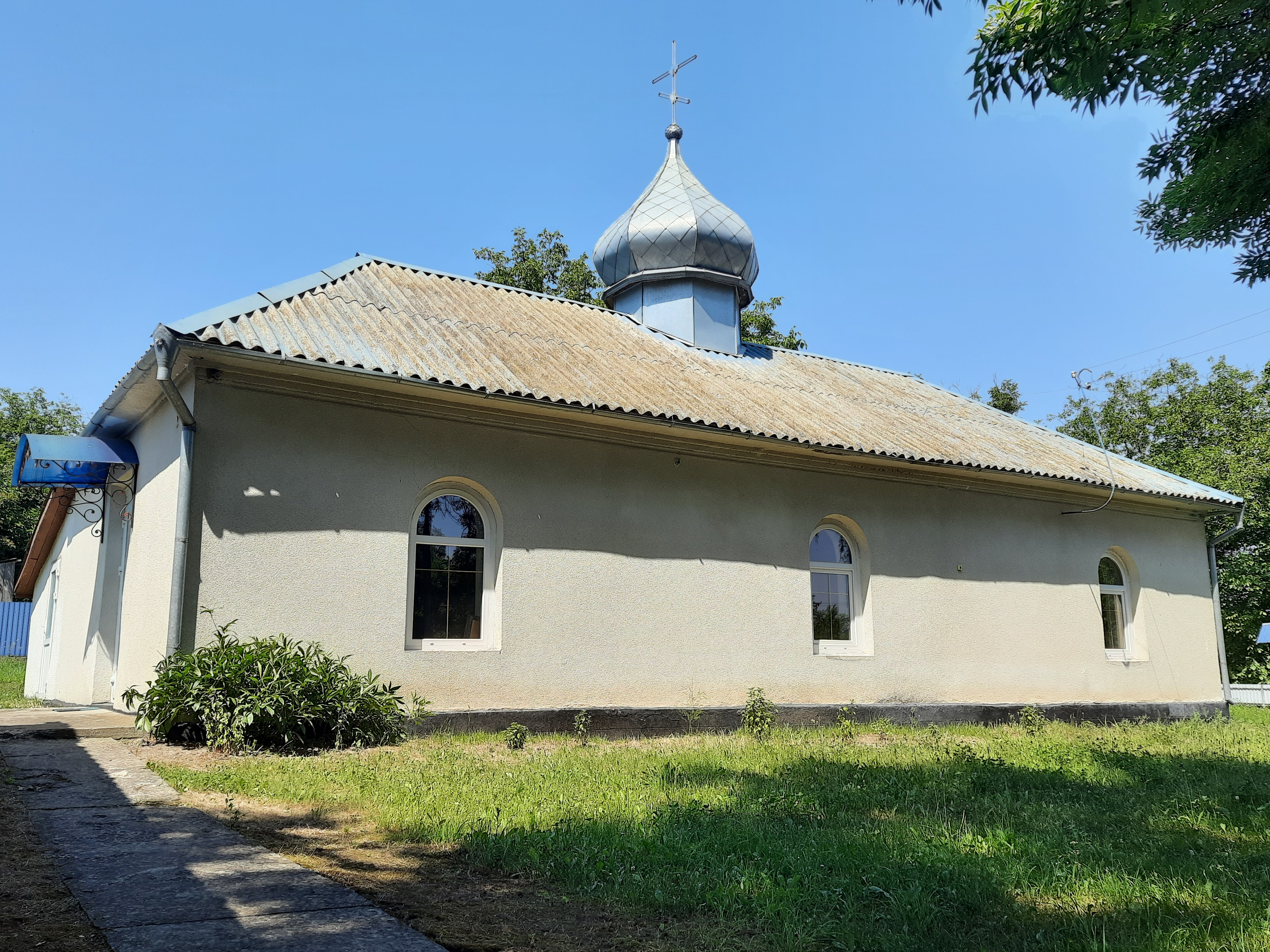
Церква
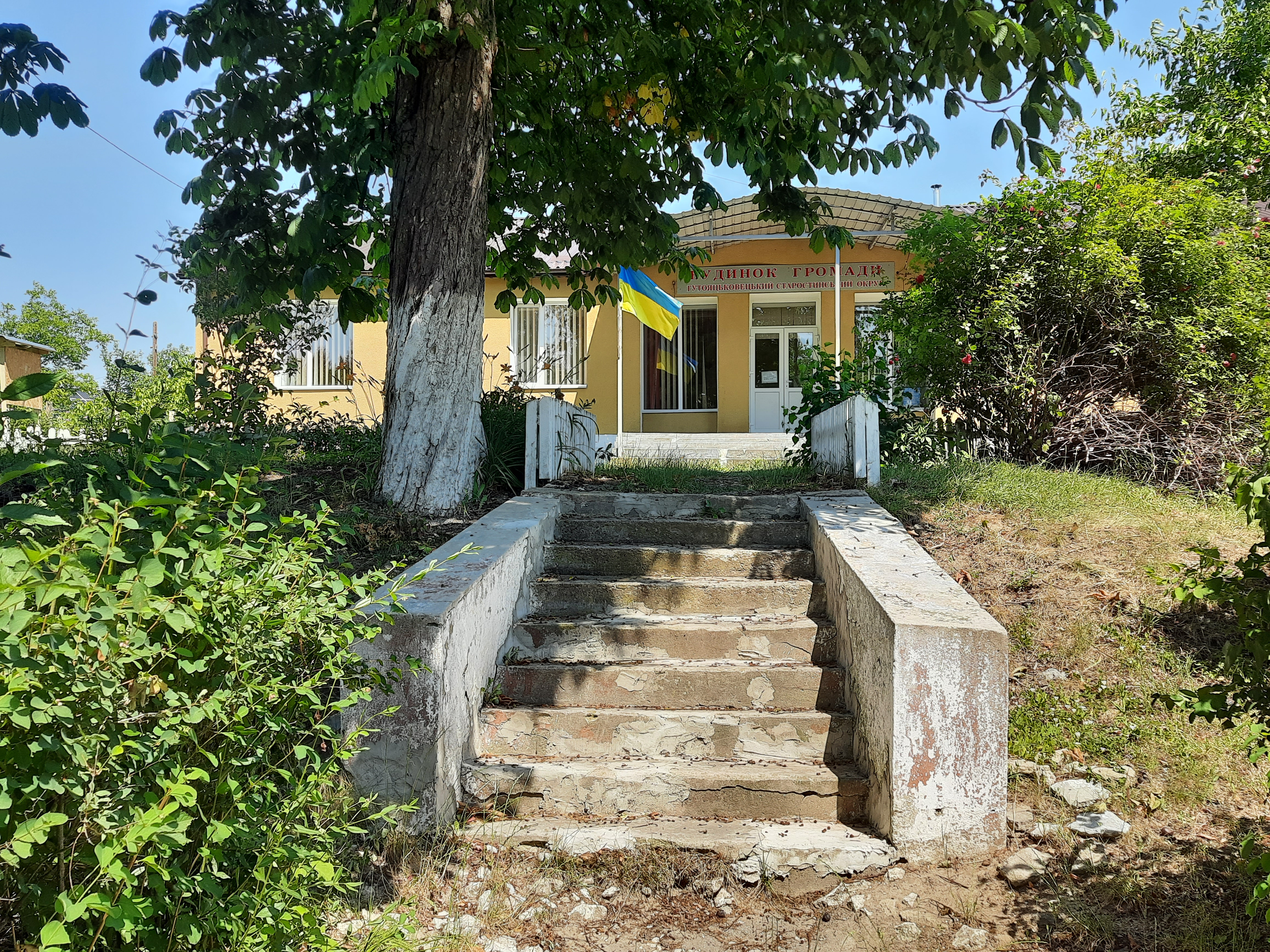
Старостат
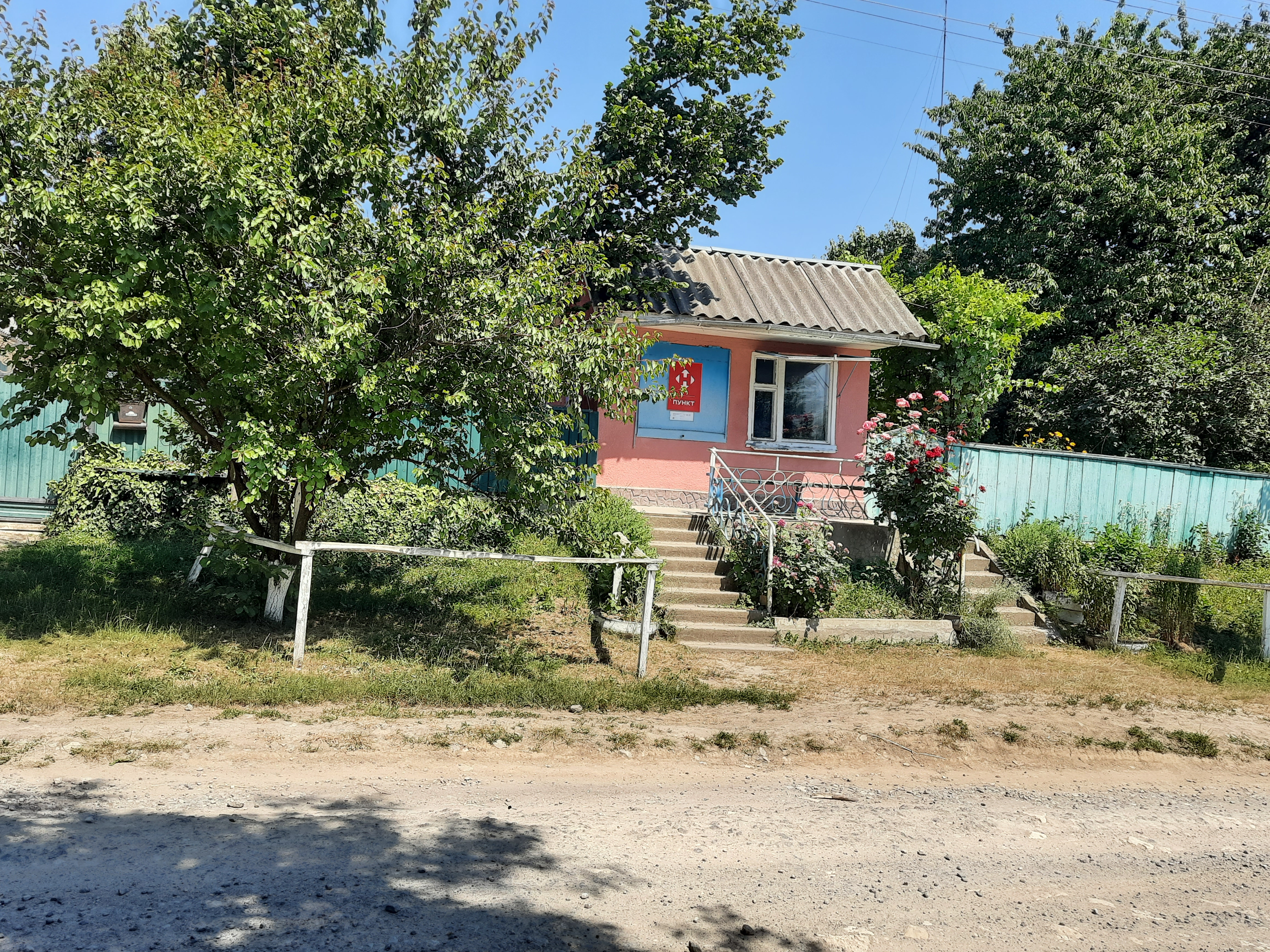
Поштове відділення
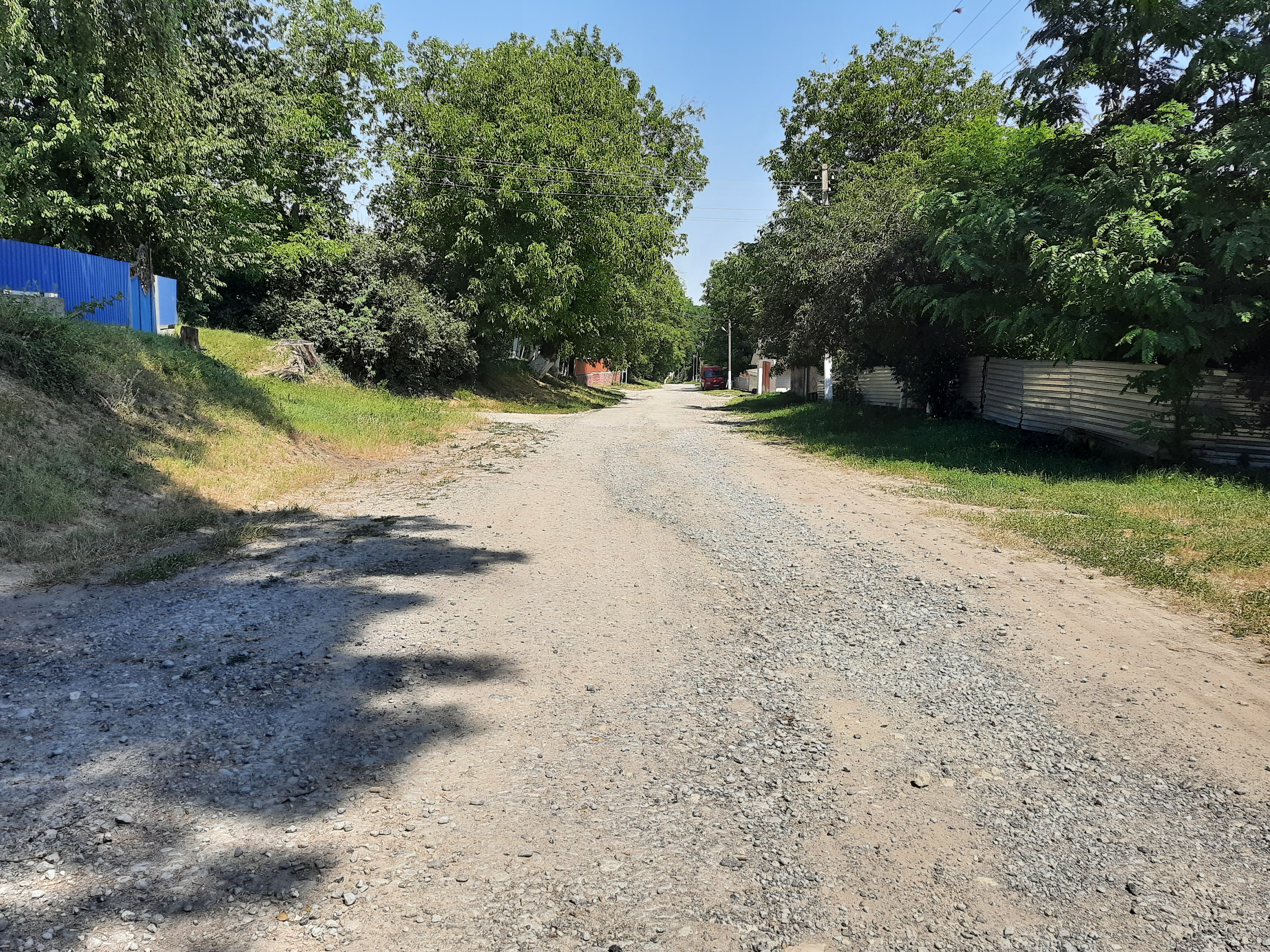
Сільська вулиця
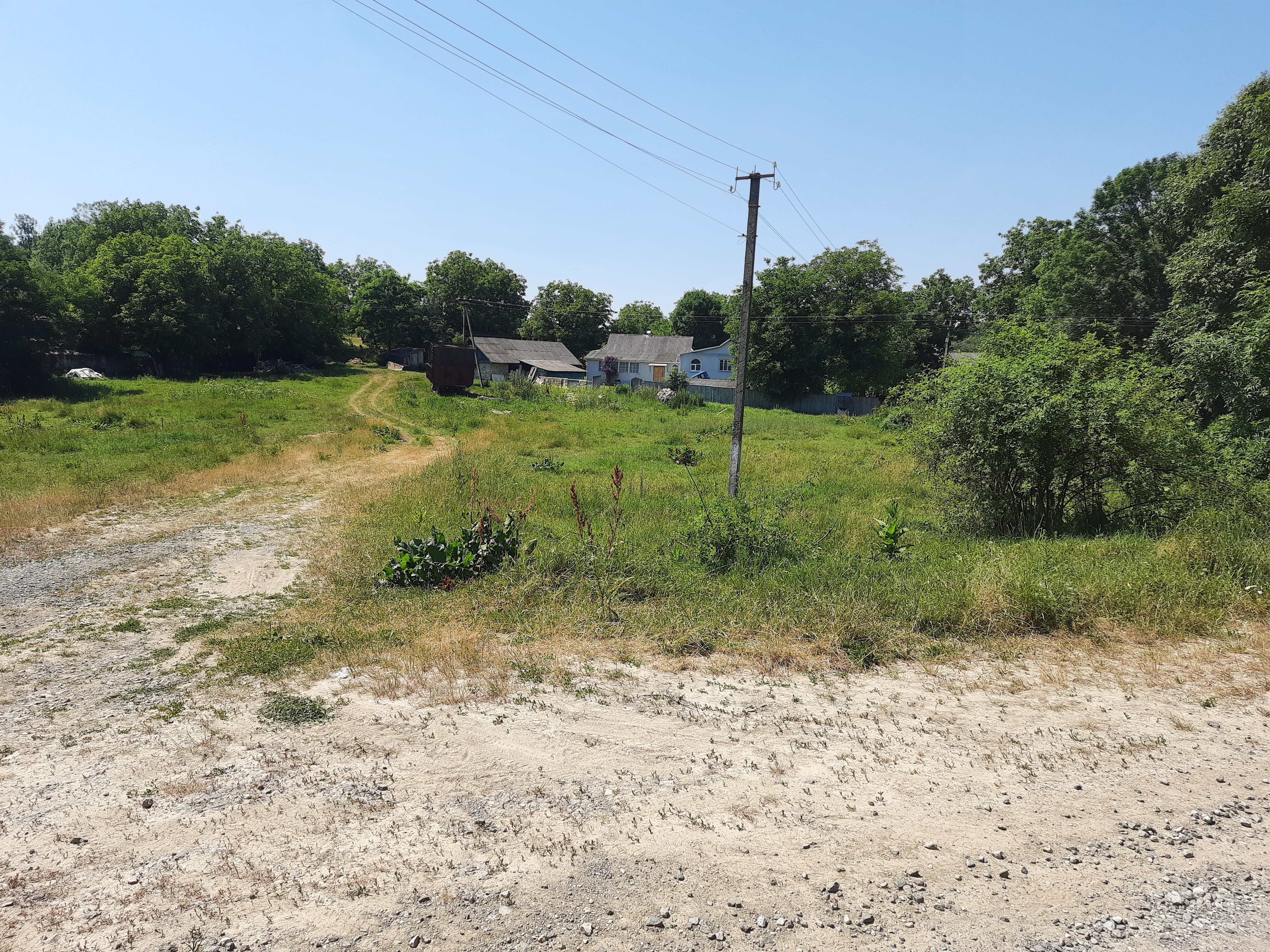
Сільський пейзаж
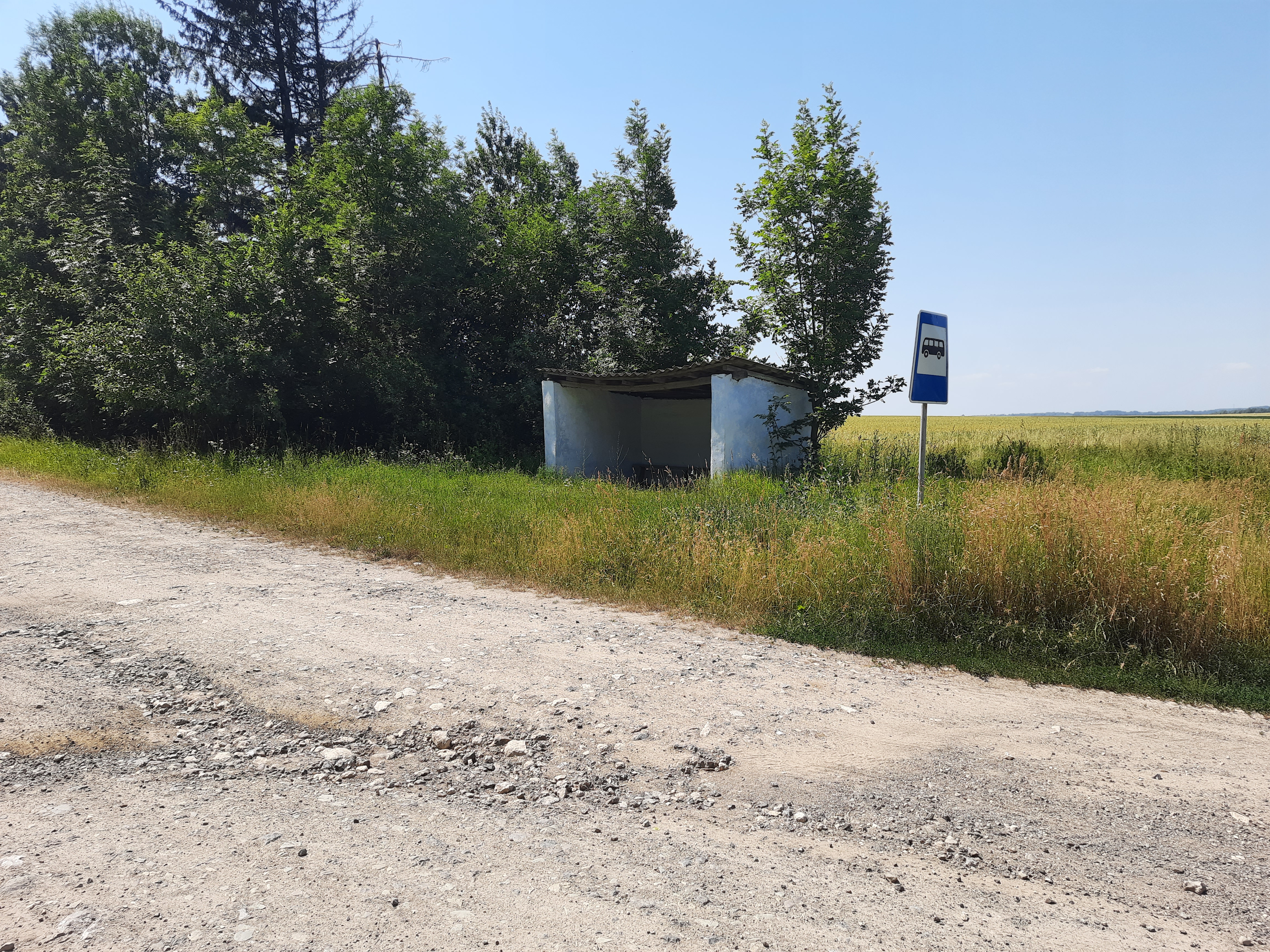
Автобусна зупинка біля села
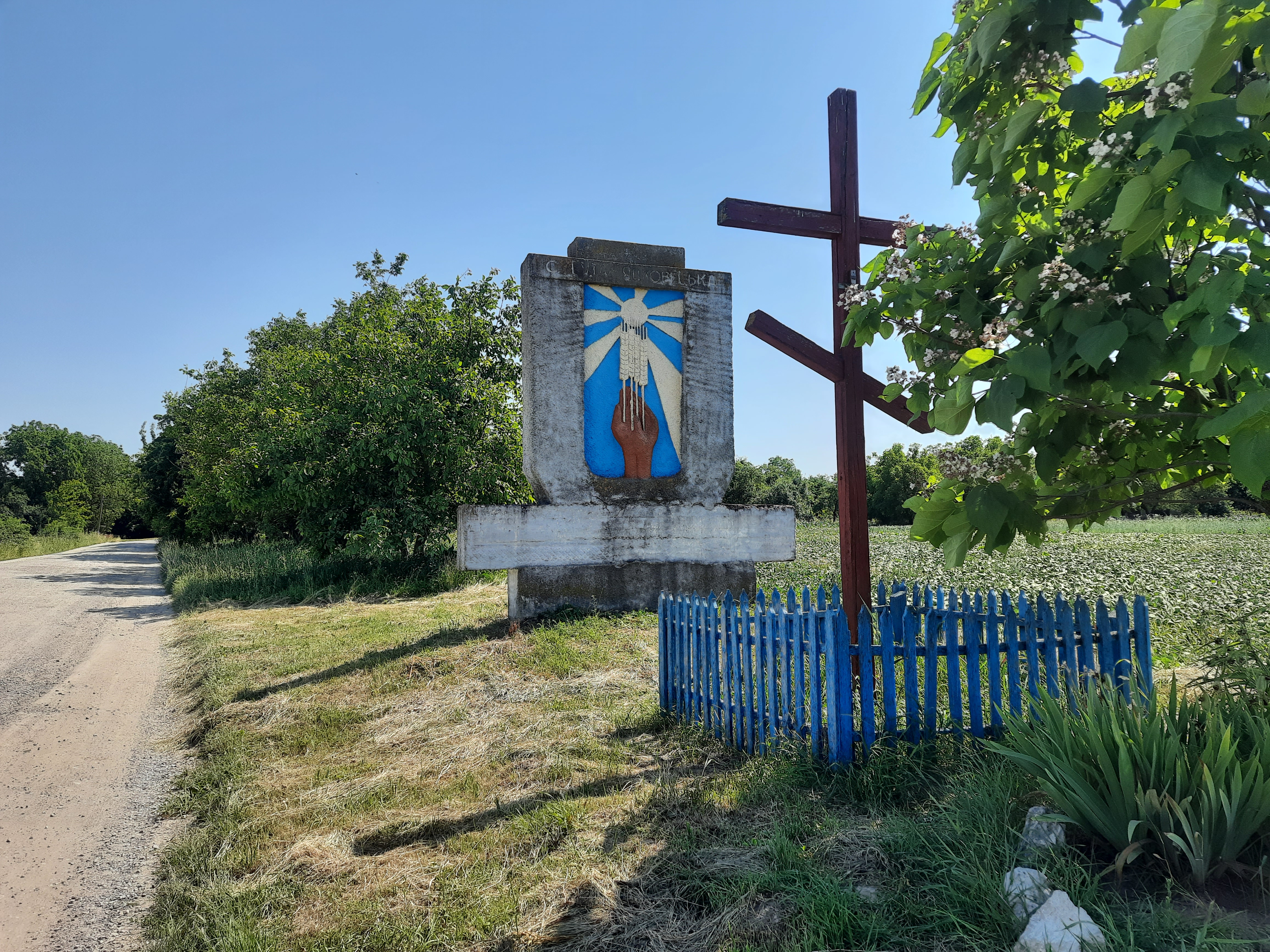
Околиця села